# Ericaphis scammelli
Ericaphis scammelli är en insektsart som först beskrevs av Mason, P.W. 1940.  Ericaphis scammelli ingår i släktet Ericaphis och familjen långrörsbladlöss.

## Underarter
Arten delas in i följande underarter:
- E. s. scammelli
- E. s. pernettyae